# Ramón J. Sender
Ramón José Sender Garcés (* 3. Februar 1901 in Chalamera, Provinz Huesca; † 16. Januar 1982 in San Diego, Kalifornien) war ein spanischer Schriftsteller und Journalist.

## Leben
Ramón J. Sender wuchs als Sohn wohlhabender Eltern in den aragonesischen Ortschaften Chalamera, Alcolea de Cinca und Tauste auf, in denen sein Vater als Gemeindesekretär arbeitete. Seine Mutter war Lehrerin. 1911 begann er eine private Schulausbildung bei einem Geistlichen; die Prüfungen hierzu musste er als externer Schüler an einem Gymnasium in Saragossa ablegen. Später schickte ihn sein Vater ins Internat nach Reus. Als die Familie nach Saragossa übersiedelte, absolvierte er dort zwei Schuljahre, wurde aber der Schule verwiesen, weil man ihn der Anführerschaft in einer Schülerrevolte bezichtigte. Er beendete seine Schulbildung schließlich in Alcañiz in der Provinz Teruel, wo er sich als Apothekergehilfe selbst erhalten musste, da er sich mit seinem autoritären Vater überworfen hatte. 1918 ging er allein und ohne Geld nach Madrid, wo er erste Artikel und Erzählungen in El Imparcial, El País, España Nueva und La Tribuna veröffentlichte. In der spanischen Hauptstadt knüpfte er Kontakt mit anarchistischen Arbeitergruppen, wurde jedoch von seinem Vater zwangsweise nach Hause geholt, da er noch minderjährig war. In Huesca leitete Sender vorübergehend die Tageszeitung La Tierra, wurde aber mit 22 Jahren zum Militär eingezogen. Unter anderem musste er 1922–24 im Rifkrieg dienen.
Nach seiner Rückkehr wurde er Redaktionsmitglied der Tageszeitung El Sol (1924 bis 1930); außerdem arbeitete er in Solidaridad Obrera der Confederación Nacional del Trabajo und La Libertad mit. 1927 war er wegen seines Engagements für den Anarchismus und gegen die Diktatur von Miguel Primo de Rivera ohne Gerichtsverfahren mehrere Monate lang inhaftiert. Nach Interventionen des Presseverbands von Madrid wurde er schließlich aus der Haft entlassen.
Sender war bereits in jungen Jahren ein bekannter Journalist und Schriftsteller; sein Roman Imán (1930) über den Marokkokrieg erzielte hohe Auflagen und wurde in mehrere Sprachen übersetzt. Auch über seine Gefängniserfahrungen veröffentlichte er 1932 einen Roman, Orden público. Mit Mr. Witt en el Cantón von 1936, ausgezeichnet mit dem Premio Nacional de Literatura, etablierte er sich endgültig, neben Federico García Lorca, als einer der führenden Literaten seiner Generation.
Im Winter 1933/34 verbrachte Sender einige Monate in Russland. In dieser Zeit näherte er sich den Kommunisten an, obwohl er nie Parteimitglied wurde. 

### Spanischer Bürgerkrieg und Exil
Bei Ausbruch des Bürgerkriegs befand sich Sender mit seiner Frau, Amparo Barayón, und seinen beiden kleinen Kindern Ramón und Andrea auf Sommerfrische in San Rafael, einem Ort in der Sierra de Guadarrama. Sie beschlossen sich zu trennen: Während er sich den republikanischen Truppen und der Allianz der antifaschistischen Intellektuellen anschloss, ging seine Frau mit den Kindern nach Zamora, wo Amparo Barayón von den Franco-Truppen gefangen genommen, gefoltert und erschossen wurde. Auch sein jüngerer Bruder Manuel Sender, der 1932 bis 1934 und 1936 als Bürgermeister von Huesca amtierte, wurde im August 1936 hingerichtet. 
1937 gelangte Ramón Sender nach Frankreich und konnte von dort aus mit Hilfe des Roten Kreuzes seine beiden Kinder nachholen. Er ließ sie in der Obhut zweier Kindermädchen in Bayonne, während er versuchte, sich den republikanischen Truppen anzuschließen, was wegen interner Auseinandersetzungen zwischen Kommunisten und Anarchisten nicht gelang. Die republikanische Regierung entsandte ihn in die USA, um dort an Universitäten Vorträge zu halten; später wurde ihm in Paris die Gründung einer Propagandazeitschrift mit dem Titel La Voz de Madrid (Die Stimme von Madrid) übertragen. Eine Zeitlang lebte er in Orsay in der Nähe von Paris von seinen Autorenhonoraren, doch dann beschloss er, mit seinen Kindern ins Exil nach Mexiko zu gehen. Dort lebte er bis 1942, anschließend übersiedelte er in die USA, wo er Literatur unterrichtete. Er heiratete ein zweites Mal und bekam noch zwei Kinder, doch die Ehe hielt nicht lange.
1976, nach dem Ende des Franco-Regimes, kehrte Sender anlässlich der Verleihung des Premio Planeta nach Spanien zurück; er stellte auch ein Ansuchen um Wiedererlangung der spanischen Staatsbürgerschaft, starb aber schließlich in San Diego, in der Nacht vom 15. zum 16. Januar 1982. Seine Asche wurde einige Tage später in den Pazifik gestreut.
Sein 1934 geborener Sohn Ramón Sender Barayón ist Komponist und ebenfalls Schriftsteller; er lebt in den USA und schreibt in englischer Sprache.

## Rezeption
Ramón J. Sender ist einer der wichtigsten Exilschriftsteller Spaniens. Man hat versucht, sein umfangreiches literarisches Schaffen nach verschiedenen Themenkreisen einzuteilen: 1. realistische, 2. allegorische, 3. historische, 4. autobiographische.
Er begann in den 1930er Jahren in kritisch-sozialer Manier zu schreiben. Nach dem Krieg diversifizierte sich sein Schaffen sowohl thematisch als auch formal: Er bearbeitete historische Stoffe, schrieb allegorisch-symbolische Erzählungen und autobiographische Romane und man sagte ihm auch Annäherungen an den Magischen Realismus Lateinamerikas nach. Eines seiner Hauptthemen ist der Spanische Bürgerkrieg. Er ist kein großer Stilist, hat aber eine unerschöpfliche Fabulierfreude und mischt lyrische Elemente mit Humor. Seine Werke sind gespickt mit Überraschungsmomenten und daher sehr spannend zu lesen.
Sein bekanntester Roman erschien zunächst unter dem Titel Mosén Millán 1953, seit 1960 als Réquiem por un campesino español; er wurde sowohl in Spanien als auch im Ausland zum Bestseller. Aus der Perspektive eines Dorfpriesters, der sich auf die Totenmesse für den Titelhelden vorbereitet, schildert er die Biographie eines „spanischen Bauern“, der im Zuge des Bürgerkriegs verraten und getötet wird, die Mörder bezahlen das Requiem (vgl. Gumbrecht: 932). Dem Priester gelingt es nicht, das Leben des jungen Mannes zu retten, man bekommt einen guten Einblick in seine Gewissenskonflikte.
La Crónica del Alba 1942–66 ist eine fiktive autobiographische Chronik, bestehend aus 9 Romanen; der Protagonist heißt José Garcés (trägt also den jeweils zweiten Vor- und Zunamen des Autors).
Sender hat auch indigenistische Erzählungen wie Mexicayotl (1940) und republikanische Theaterstücke wie La llave geschrieben.

## Werke (Auswahl)

### Prosa
- Imán. La novela de la guerra de Marruecos. 1930 (kritischer Roman über den Marokko-Krieg).
  - Deutsch: Imán. Kampf um Marokko. Der Bücherkreis, Berlin 1931  DNB 576158364 (übersetzt von Georg Hellmuth Neuendorff).
- O.P. (Orden Público). 1931.
- Siete domingos rojos. 1932 (über das Entstehen und Scheitern eines Generalstreiks).
  - Deutsch: Sieben rote Sonntage. Rotpunktverlag, Zürich 1991, ISBN 3-85869-063-5 (übersetzt von Peter-Paul Zahl).
- Viaje a la aldea del crimen. 1934.
- La noche de las cien cabezas. 1934.
- La Esfera. 1934.
- Mr. Witt en el cantón. 1935 (historischer Roman über den Aufstand der Cantones in Cartagena 1873, sein wichtigstes Werk vor dem Krieg, Premio Nacional de Literatura).
- El lugar de un hombre. 1939.
  - Deutsch von Walter Böhlich: Der Verschollene. Suhrkamp Frankfurt/M. 1961, (später auch Suhrkamp Taschenbuch.)
- Mexicayotl. 1940.
- El viento de la Moncloa. 1940.
- Crónica del alba. 1942/66 (Bildungsroman).

1. Crónica del alba. Hipógrifo violento. La „Quinta Julieta“.
2. El mancebo y los héroes. La onza de oro. Los niveles del existir.
3. Los términos del presagio. La orilla donde los locos sonríen. La vida comienza ahora.

- Epitalamio del prieto Trinidad. 1942 (Geschichte eines Aufstands auf einer Gefängnisinsel an der südamerikanischen Küste).
  - Deutsch: Die Brautnacht des schwarzen Trinidad. Deutsch Wilhelm Muster Suhrkamp Verlag, Frankfurt/M. 1964.
- El rey y la reina. 1947 (symbolischer Roman über den Bürgerkrieg)
  - Deutsch von Maria von Wevell: Der König und die Königin. Suhrkamp, Frankfurt a. M. 1962, (weitere Ausgabe 1991, ISBN 3-518-40357-5)
- El verdugo afable. 1952.
- Los cinco libros de Ariadna. 1957 (Diktatorensatire)
  - Deutsch von Wilhelm Muster: Die fünf Bücher der Ariadne. Suhrkamp, Frankfurt/M. 1966.
- Los laureles de Anselmo. 1958.
- Bizancio. 1958.
- Réquiem por un campesino español. 1960.
  - Deutsch von Walter Boehlich: Requiem für einen spanischen Landmann. Suhrkamp 1964, mehrere Ausgaben Suhrkamp. Ab 2018 bei Diogenes:
  - Deutsch: Requiem für einen spanischen Landmann. Übersetzt  Thomas Brovot,  Nachwort von Erich Hackl, Zürich 2018, ISBN 978-3-257-07024-8 ().
- La llave. 1960.
- Novelas ejemplares de Cíbola. 1961.
  - Auszug in Deutsch: El buitre - Der Geier. In: Fueron testigos. Cuentos modernos - Sie waren Zeugen. Moderne spanische Erzählungen (=  dtv zweisprachig). 13. Auflage. Dtv, München 2014, ISBN 3-423-09303-X, S. 190–211 (übersetzt von Erna Brandenberger).
- La luna de los perros. 1962.
- Carolus Rex. 1963.
- Los tontos de la Concepción. 1963.
- Jubileo en el Zócalo. 1964 (Farce über Hernán Cortés).
- El bandido adolescente. 1965.
- Cabrerizas Altas. 1966.
- Las gallinas de Cervantes y otras narraciones parabólicas. 1967.
- Tres novelas teresianas. 1967.
  - Deutsch: Die Heilige und die Sünder. Roman in 3 Bildern. DVA, Stuttgart 1971, ISBN 3-421-01542-2 (übersetzt von Doris Deinhard [Prosa] und Franz von Rexroth [Lyrik]).
- Las criaturas saturnianas. 1967.
- El extraño señor Photynos y otras narraciones americanas. 1968.
- La aventura equinocial de Lope de Aguirre. 1968 (Conquistadorenroman).
- Novelas del otro jueves. 1969.
- La tesis de Nancy. 1969.

1. Nancy, doctora en gitanería. 1974.
2. Nancy y el Bato loco. 1974.
3. Gloria y vejamen de Nancy. 1977.
4. Epílogo a Nancy: bajo el signo de Taurus. 1979.

- Nocturno de los catorce. 1969.
- En la vida de Ignacio Morell. 1969.
- Relatos fronterizos. 1970.
- La Antesala. 1971.
- Túpac Amaru. 1973.
- Las tres Sorores. 1974.
- La mesa de las tres moiras. 1974.
- El fugitivo. 1976.
- El Mechudo y la llorona. 1977.
- Solanar y lucernario aragoneses. 1978.
- La mirada inmóvil. 1979.
- Ramú y los animales propicios. 1980.
- Tanit. 1981.
- Monte Odina. 1981.

## Essays und Reportagen
- El problema religioso en México; católicos y cristianos. 1928.
- Madrid-Moscú, narraciones de viaje. 1934.
- Carta de Moscú sobre el amor. 1934.
- Contraataque. 1938 (Reportagen über den Bürgerkrieg)
- Unamuno, Valle Inclán, Baroja y Santayana. 1955.
- Examen de ingenios. Los noventayochos. 1961.
- Valle Inclán y la dificultad de la tragedia. 1965.
- Ensayos sobre el infringimiento cristiano. 1967.
- Tres ejemplos de amor y una teoría. 1969.
- América antes de Colón. 1930.
- Teatro de masas. 1932.
- Proclamación de la sonrisa. 1934.

### Dramen
- Hernán Cortés. 1940.
- El Diantre, tragicomedia para el cine según un cuento de Andreiev. 1958.
- Los antofogastas, Donde crece la marihuana. 1967.
- Don Juan en la mancebía, drama litúrgico en cuatro actos. 1968.

### Lyrik
- Las imágenes migratorias. 1960.
- Libro armilar de poesía y memorias bisiestas. 1973.

## Verfilmung
- Réquiem por un campesino español unter der Regie von Francesc Betriu (1985) mit Antonio Banderas als Paco und Antonio Ferrandis als Mosén Millán